# Погонич-пігмей чорний
Погонич-пігмей чорний (Coturnicops notatus) — вид журавлеподібних птахів родини пастушкових (Rallidae). Мешкає в Південній Америці.

## Поширення і екологія
Чорні погоничі-пігмеї мешкають на південному сході Бразилії, в Парагваї, Уругваї, на північному сході Аргентині, а також локально в Болівії, Колумбії, Венесуелі і Гаяні. Вони живуть на вологих і заплавних луках, на болотах та інших водно-болотних угіддях, в прибережних спартинових заростях тощо. Зустрічаються на висоті до 1500 м над рівнем моря.